# Wilhelm Erb

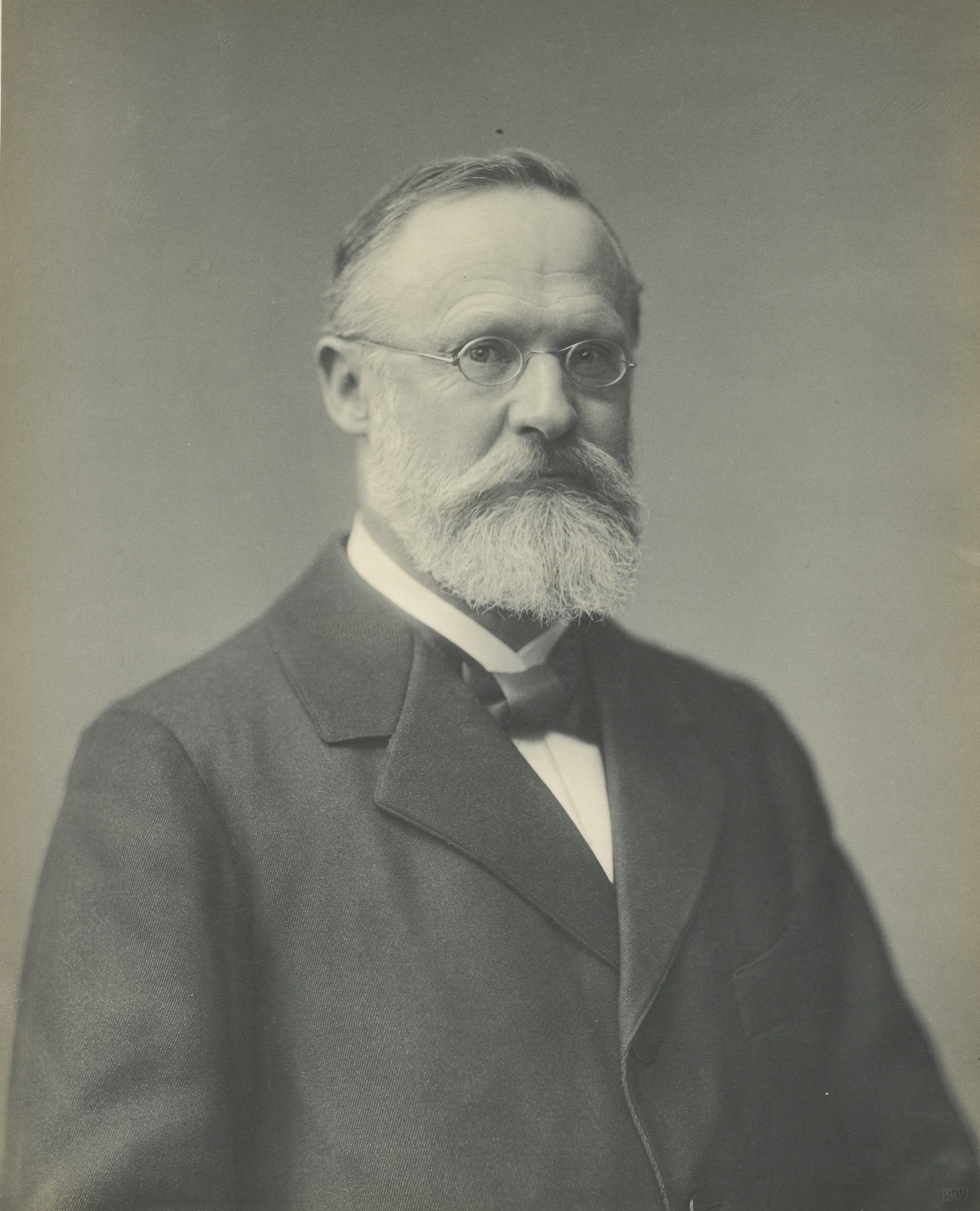
Wilhelm Heinrich Erb

Wilhelm Heinrich Erb (Winnweiler, 30 november 1840 – Heidelberg, 29 oktober 1921) was een Duits neuroloog geboren in Winnweiler in Rijnland-Palts.

## Academische carrière
In 1864 behaalde Erb zijn artsenbul aan de Universiteit van Heidelberg en werkte daar enkele jaren als assistent bij de patholoog Nicolaus Friedrich (1825-1882). Ook werkte hij in München onder Ludwig van Buhl (1816-1880). Erb werd in 1880 hoogleraar speciële pathologie aan de Universiteit van Leipzig en was daar ook hoofd van de polikliniek. In 1883 volgde hij Friedrich op aan de Universiteit van Heidelberg, waar hij werkte tot aan zijn pensionering in 1907. Neurologen Ernst Julius Remak (1849-1911) en Max Nonne (1861-1959) waren twee van zijn bekendere studenten.

## Neurologisch onderzoek
Erb begon zijn medische carrière in de toxicologie en histologie maar schakelde over naar de neurologie en werd daarmee een van de meest toonaangevende neurologen van de 19e eeuw. Hij maakte veel gebruik van elektromyografie en demonstreerde de verhoogde prikkelbaarheid van de motorische zenuwcel bij tetanus. Ook bepleitte Erb het gebruik van de reflexhamer bij het neurologisch onderzoek.
Verder deed Erb vroege observaties naar het verband tussen syfilis en tabes dorsalis; ook poliomyelitis, claudicatio intermittens ("etalagebenen") en progressieve spieratrofie zijn uitgebreid door Erb onderzocht.
Erb publiceerde meer dan 250 werken waaronder het Handbuch der Elektrotherapie (Handboek voor Elektrotherapie), en een belangrijk artikel over tetraplegie. In 1878 beschreef Erb myasthenia gravis, soms de "ziekte van Erb-Goldflam" geheten (ook genoemd naar neuroloog Samuel Goldflam).

## Andereeponiemen
- Erbse parese, ook plexus-brachialisparese: een spierverlamming aan de arm die bij de geboorte ontstaat.
- Erb-charcotparalyse: een zeldzame vorm van spinale syfilis, ook genoemd naar de Franse neuroloog Jean-Martin Charcot.
- Erbs punt: een anatomische locatie 2-3 cm boven het sleutelbeen. Elektrische stimulatie van dit gebied geeft samentrekking van meerdere armspieren.
- Het erb-westphalsymptoom: een pathologische reflex die wordt gezien bij tabes dorsalis, ook genoemd naar Duits neuroloog Karl Friedrich Otto Westphal
- Erbs punt: een auscultatiepunt in de cardiologie, in de derde intercostale ruimte, 3 cm links van het borstbeen, waar de meeste harttonen en hartgeruisen het best te horen zijn.

## Enkele publicaties
- Zur Pathologie and pathologische Anatomie peripherischer Paralysen, (Pathologie en Pathologische Anatomie van Perifere Paralyse), 1867/1868
- Spastische Spinalparalyse, (Spastische Spinale Paralyse), 1875
- Handbuch der Krankheiten der peripheren cerebrospinalen Nerven (Handboek voor ziekten van de perifere cerebrospinale zenuwen), 1874
- Handbuch der Elektrotherapie, (Handboek voor Electrotherapie), 1882